# Desa Bubulak
Desa Bubulak är en administrativ by i Indonesien.   Den ligger i provinsen Jawa Barat, i den västra delen av landet, 40 km söder om huvudstaden Jakarta.